# Eversmanns roodstaart
De Eversmanns roodstaart (Phoenicurus erythronotus) is een zangvogel uit de familie Muscicapidae.

## Verspreiding en leefgebied
Deze soort komt voor in centraal Azië.